# Diversidad funcional
Diversidad funcional es un término alternativo al de discapacidad que ha comenzado a utilizarse por iniciativa de algunas personas afectadas, y pretende sustituir a otros cuya semántica hay quien considera peyorativa, tales como "discapacidad" o "minusvalía". Se trata de un cambio hacia una terminología no negativa sobre la diversidad funcional. El término fue propuesto y acuñado por Javier Romañach Cabrero en el Foro de Vida Independiente, en enero de 2005.
La diversidad funcional podría entenderse también como un fenómeno, hecho o característica presente en la sociedad que, por definición, afectaría a todos sus miembros por igual, debido a que durante la infancia y la senectud, todas las personas son dependientes. Dado que en la sociedad existen personas con capacidades diferentes entre sí, incluso grandes variaciones de éstas en un mismo individuo a lo largo de su vida, es posible afirmar que, en un momento dado, en la sociedad existe diversidad funcional del mismo modo que se observa diversidad cultural, sexual, o generacional. 
El cambio terminológico ha dado lugar también a una nueva manera de entender el fenómeno y ha significado la descripción de un Modelo de la Diversidad. En su lugar, se propone el uso de la dignidad, respeto y el reconocimiento por las diferencias no sólo físicas (y que conducen a toda una sensibilización y acciones afirmativas sobre personas con discapacidad en el campo laboral, médico, social y cultural); sino también al digno respeto y reconocimiento de todas aquellas formas de expresión social, racial, cultural, de género, de edad, de religión expresadas en la naturaleza humana.

## Antecedentes
Existen muchas palabras ampliamente utilizadas en diferentes ámbitos para denominar al colectivo de personas con diversidad funcional. La más utilizada en España es "Minusválido": plazas de aparcamiento reservados para minusválidos, lavabo para minusválidos, pensiones para minusválidos, residencias para minusválidos, etc. Tanto en los medios de comunicación como en las calles, las personas con diversidad funcional forman parte de un colectivo "menos válido", o que "vale menos".
Por otro lado, en los textos jurídicos persiste esta terminología y se usan términos como incapacitación, incapacidad, discapacidad, invalidez (parcial, total, absoluta, gran invalidez), minusvalía y dependencia. Todos ellos resaltan el lado negativo de una realidad humana.
El término oficial para referirse a las personas con diversidad funcional es, por ahora, "personas con discapacidad", que es el concepto que recoge la Organización Mundial de la Salud en la Clasificación Internacional del Funcionamiento, de la Discapacidad y de la Salud y que la legislación internacional y las asociaciones representantes de personas con diversidad funcional  emplean de forma mayoritaria.
Con el término diversidad funcional, en el año 2005 Javier Romañach Cabrero, propuso una nueva visión que no es negativa, que no implica enfermedad, deficiencia, parálisis, retraso, etc. con independencia del origen patológico, genético o traumático de la diversidad en cuestión. No obstante, no se niega el hecho de que se habla de personas que son diferentes a la norma estadística, aplicada a personas con edad parecida, y que por ello realizan algunas de sus funciones de manera diferente a la media de la población.
El término diversidad funcional vendría entonces a ser un eufemismo por discapacidad, dado que a este último término se le suele otorgar una connotación peyorativa. Son cuatro los modelos en torno a la cuestión de la diversidad funcional que han existido a lo largo de la historia: el modelo de prescindencia, el modelo rehabilitador, el modelo social y el modelo de la diversidad funcional.
El Movimiento Internacional de Vida Independiente (MVI) considera que la terminología negativa viene derivada de la tradicional visión del modelo médico de la diversidad funcional, en la que se presenta a la persona diferente como una persona biológicamente imperfecta que hay que rehabilitar y "arreglar" para restaurar unos teóricos patrones de "normalidad". Para el MVI, tales patrones nunca han existido, no existen y en el futuro es poco probable que existan; precisamente debido a los avances médicos.

## Filosofía de Vida Independiente e igualdad de oportunidades
Desde esta filosofía, se considera que se construye el entorno dependiendo de una distribución sobre lo que es y no es la distribución normal en sentido estadístico. Esta distribución es subjetiva y cambia según las sociedades, los tiempos y los avances tecnológicos. Para ello, basa su análisis y sus propuestas en el uso y desarrollo de los Derechos humanos y la propuesta de una visión bioética sobre la diversidad funcional, nacida de las personas que conviven diariamente con esa realidad. El modelo en el seno del Foro de Vida Independiente, heredero en España del Movimiento Internacional de Vida Independiente.
Por el contrario, hablar de personas con diversidad funcional tiene que ver con sociedades que, siendo intrínsecamente imperfectas, han establecido un modelo de perfección al que ningún miembro concreto de ellas tiene acceso, y que definen la manera de ser física, sensorial o psicológicamente, y las reglas de funcionamiento social.

## Integración vs. Independencia
Para las personas con diversidad funcional, el modelo médico rehabilitador considera la inclusión en la sociedad de este colectivo a través del trabajo (Centro Especial de Empleo) o el estudio (Educación Especial), dictando desde fuera lo que debe hacer la persona. Bajo la perspectiva ideológica de la Diversidad Funcional se considera esencial apoyar la independencia en todos los ámbitos de la vida cotidiana: educación, trabajo, edificación, transporte, comunicación, información, ocio, etc. dando a cada persona las herramientas que precise para desarrollarse en esos ámbitos, de manera que tome el control de su propia vida.

## La propuesta social de la diversidad funcional
Pensar en la diversidad funcional permite que el diseño de políticas se oriente a la búsqueda de una inclusión a todo tipo de cuerpos. Un ejemplo posible es el del diseño urbano: Si todos tenemos cuerpos diferentes, deberíamos diseñar una ciudad en donde todos podamos orientarnos. El diseño de elevadores con escritura braille con botones a una altura adecuada, la implementación de dispositivos de sonido en los semáforos, entre otros.
El término propone que la integración de las personas pueda darse gracias a los facilitadores del entorno, es la búsqueda de la eliminación de barreras a partir de un enfoque distinto al de la discapacidad.

## La perspectiva de la diversidad funcional en la ciencia
La búsqueda de la diversidad funcional nos permite otorgar una nueva perspectiva a los estudios que se realizan. Aplicar diversos métodos para la implementación de encuestas y la búsqueda de informantes que padecen de diversas funciones corporales permite añadir nuevos temas a considerar en las investigaciones científicas.
La propuesta tiene la finalidad de recaudar información acerca de la población y sus funciones corporales, para poder analizar cómo esta puede influir en diferentes aspectos (Económicos, sociales, políticos, etcétera.) La recaudación permite el análisis, y el análisis permite el diseño de políticas que cuenten con esta perspectiva.

## Sociedades discapacitantes
Las organizaciones como la Comisión Económica para América Latina y el Caribe (CEPAL) en la construcción de la matriz de la desigualdad social no toma en cuenta las barreras sociales que pueden producirse debido a la anatomia y fisiologia del cuerpo, esto puede ocasionarse debido a la cantidad escasa de estudios en la región. La consecuencia de esto es que la medición y definición del fenómeno no se toma en cuenta al momento de hacer investigaciones.
Ante esta situación, algunos autores se han esforzado en proponer elementos para el análisis de la discapacidad desde la vulnerabilidad social. En donde se toman en cuenta diferentes dimensiones que intervienen en el nivel de integración de la persona. Se toman en cuenta elementos como:
- Natural. Referida a las circunstancias y a los límites naturales que posibilitan la existencia. Un ejemplo es  la alimentación, la calidad de vida, la salud física, mental y psicológica, entre otras.
- Física. Alude a las características y localización de los asentamientos humanos así como a la disponibilidad de los servicios públicos mínimos para procurar el bienestar de las personas.
- Económica. Relacionada con la distribución de los recursos materiales y económicos que permiten la adquisición de bienes y la satisfacción de las necesidades básicas.
- Social. Comprende el conjunto de procesos y factores que hacen posible la integración y cohesión de los miembros de una colectividad. Cuando esta dimensión se encuentra debilitada, se pueden presentar problemas de discriminación, exclusión y marginación.
- Política. Representa la capacidad de los individuos y comunidades para intervenir en la toma de decisiones y solventar sus necesidades, a partir del grado de autonomía que poseen, el conocimiento de sus derechos y la identificación y uso de los recursos locales.
- Técnica. Se refiere al acceso a la educación institucionalizada o formal así como a la disponibilidad y manejo de los recursos tecnológicos, que contribuyen al mejoramiento personal y social y a la redistribución de los bienes materiales y simbólicos.
- Ideológica. Está constituida por las concepciones que los sujetos tienen sobre la realidad, el mundo, la vida social, el estado y las otras personas. Se concretan en criterios para la acción y determinan el modo en que se evalúan las condiciones individuales y sociales, así como en las estrategias que despliegan para enfrentar los problemas y mejorar los niveles de vida.
- Cultural. Estrechamente vinculada con la dimensión ideológica, apunta al conjunto de normas, valores, expectativas y costumbres que se encuentran en la base de la acción social e individual.
- Ecológica. Abarca las relaciones que los seres humanos establecemos con el medio ambiente, el manejo de los recursos naturales, los cambios que generamos en los ecosistemas y las consecuencias que todo esto tiene para las personas y los demás seres vivos en el presente y en el futuro.
- Institucional. Alude al papel que el estado y las estructuras sociales ocupan en la dinámica social y que se concreta en el nivel de autonomía de las instituciones, su pertinencia, su administración y manejo del presupuesto, la claridad de sus procedimientos, su eficiencia y flexibilidad para resolver las demandas sociales y, sobre todo, en su capacidad para incluir y atender a los diversos sectores sociales.

Las situaciones de vulneración se deben a la afectación de uno o más factores mencionados anteriormente. Esto tiene relación con la exclusión de cuerpos y funciones diferentes ya que se vulnera alguno de estos aspectos. Por lo tanto, el término de diversidad funcional nos permite abrir el panorama del asunto y enfocarlo a cuestiones que giran en torno al sujeto (y no en torno a una condición propia de la persona). 
Entonces, para definir de manera más precisa la vulneración en las personas con funciones y cuerpos diferentes. Los autores ofrecen una tipificación del nivel de inclusión en la sociedad, estas tipificaciones se dividen en: 1) la discapacidad con inclusión plena, 2) la discapacidad con inclusión media, 3) la discapacidad con inclusión baja, 4) la discapacidad con exclusión baja, 5) la discapacidad con exclusión media y 6) la discapacidad con exclusión total. Esto con la intención de reconocer los ámbitos en los que se debe trabajar en busca de una sociedad que permita la diversidad funcional.

## ¿Por qué utilizar el término "diversidad funcional"?
Se propone el uso del nuevo término "diversidad funcional" para explicar que las personas no son deficientes, sino diversas. Con esto, podemos comprender que lo que están experimentando no es una discapacidad, sino marginación debido a que son percibidos como diferentes debido a su diversidad. Esto lleva a su exclusión en muchas actividades sociales y los trata como si fueran personas anormales.
Durante muchos años, ha habido un debate sobre qué término utilizar para referirse a mujeres y hombres con diversidad funcional. En la historia, se han utilizado muchos términos como "discapacitados", "minusválidos", "incapacitados", "deficientes" y "anormales". Estos términos se han difundido por todo el mundo porque las personas en los medios de comunicación los usaban y los propagaban en la sociedad.
Para comprender mejor el término "diversidad funcional", debemos analizar las dos palabras por separado. Con "diversidad" nos referimos a la diferencia con lo que habitualmente se considera normal para la mayoría de los seres humanos. Y con "funcional" nos referimos a la capacidad de realizar las actividades cotidianas que los seres humanos hacen, como desplazarse, ver, comunicarse, oler, agarrar objetos, entre otras funciones de los órganos como los ojos, los oídos, las piernas, el cerebro, etc.
El uso del término "diversidad funcional" puede tener varias consecuencias. Estas consecuencias pueden derivar del hecho de que este término no es reconocido por la sociedad y algunas instituciones. Esto puede dificultar a los grupos de personas con cuerpos y funciones diversas el ser tomados en serio y encontrar apoyo. Como resultado, se vuelven más invisibles ante los ojos de la sociedad y esto genera inseguridad jurídica. Además, puede provocar que se deje de proteger a algunos colectivos que, en algunos casos, es necesario.

## Lugares públicos con perspectiva diversidad
Hay lugares públicos en las ciudades en donde cierto sector de la población acude normalmente, algunos espacios no están hechos pensando en las personas con cuerpos y funciones diversas, esto pasa porque las ciudades en donde se encuentran los espacios públicos no tienen el diseño y funcionalidad para este sector de la población y esto afecta e impide la integración con la sociedad, esto puede afectar en diferentes etapas de la vida cotidiana, como por ejemplo: El desplazamiento entre edificios y la ubicación en un lugar desconocido. En la ciudad hay tres aspectos que impactan en la vida de las personas con cuerpos y funciones diversas.
1. Aspecto físico: en el aspecto físico hace referencia a lo que son las aceras que deben de ser anchas, lisas, con rampas para las personas en sillas de rueda, sin postes en donde no van usualmente, esto solo es de las aceras, hay más aspectos dentro de la ciudad, transportes públicos como estación de metro, autobuses, etc que tengan acceso fácil para personas con diversidad funcional, otros aspectos que debería tener es carteles con información en braille, semáforo con voz. Todos estos aspectos pueden ayudar a la gente con diversidad funcional a poder moverse con mayor facilidad de un lugar a otro, esto es importante para que vayan al trabajo, médico, a la escuela, lugar de entretenimiento, etc.
2. Aspecto económico: en el aspecto económico puede ayudar para que las personas con diversidad funcional física e intelectual puedan trabajar o ser un consumidor, en el aspecto de tener un diseño de espacio, diseño de trabajos en donde puedan estar este sector de la sociedad, unos ejemplos son lugares de trabajo adaptados, edificios con accesos fáciles, baños adaptados para personas en sillas de rueda, puntos de información y señalización para las diferentes personas con diversidad funcional. todos estos aspectos ayudan a que tengan un mejor lugar de trabajo y no tengan complicaciones, poder salir adelante, sentirse incluidos en el ámbito laboral y ámbito del consumismo.
3. Aspecto social: en este aspecto hace referencia a los lugares en donde los ciudadanos pueden compartir el mismo lugar para convivir con las demás personas de la ciudad, algunos ejemplos son parques con juegos adaptados, museos con guías y adaptaciones para gente con diversidad funcional, etc.en estos aspectos pueden hacer que este sector de la población pueda sentirse incluidos en más aspectos y tengan una vida como una persona que no tienen ninguna diversidad funcional.

El ejemplo de espacios públicos con aspectos que auxilian a personas con diverso grado de visión, como el autor menciona en espacios urbanos de algunas ciudades,  el primer elemento es el paso de peatones en la parte del semáforo con una pantalla led, con un sistema ciberpas para personas invidentes, aparte de lo antes mencionado el paso peatonal tienen pavimentos táctiles,  tienen unos encaminamientos táctiles con los cuales estos informan cuando con la punta del bastón roce con el material táctil indicando la ubicación de la rampa. en el semáforo hay un sistema llamado ciberpas el cual es un avisador electroacústico que se activa con un mando a distancia, tiene dos botones, este mando emite una señal omnidireccional, esto significa que tiene un avisador acústico, esto activado emite tres señales, las cuales, la primera señal se llama de orientación, la cual informa que el semáforo está en verde y no se puede cruzar, la segunda señal llamada de paso, es tono intermitente que él comunica que se puede cruzar, la tercera señal llamada finalización, emite una señal intermitente, que informa que se acabó el tiempo para poder cruzar. El mando tiene otra función con el cual se activa el sistema de información de usuario y pantalla de información al usuario del servicio de autobuses, esto es un sistema que da información visual y sonora que avisa de las próximas paradas y enlaces del recorrido, tiene una pantalla led que da información visual y acústica con información de los recorridos de los autobuses y tiempo de espera de cada autobús, el sistema tiene un altavoz en el exterior de los autobuses, que se activan antes de subir al autobús. Este espacio público para personas con diversidad visual, es un gran ejemplo para muchos países de cómo debería estar construido sus espacios peatonales, estos espacios deberían facilitar la vialidad de todas las personas, muchos países no cuentan con estas facilidades, esto puede hacer que muchas personas se sientan excluidas de la sociedad, se les haga más difícil y peligroso moverse de un lado a otro.
La propuesta del enfoque de la diversidad funcional parte de que el espacio público debe ser pensado para todos los ciudadanos, por lo que, si todos poseemos características anatómicas y fisiológicas diferentes, entonces, la ciudad no debe ser construida bajo un estereotipo de cuerpo de una persona ficticia (Conocida como la persona promedio).

## Educación con diversidad funcional
La educación para todas las personas es un propósito de carácter global que hoy en día se han propuesto diferentes organizaciones gubernamentales para tener una inclusión en las clases, sabemos que es un desafío de características multidimensionales y multiescalares que tienen no solo recae en  profesores, también las instituciones, instalaciones, los compañeros, además del sistema de educación de todos los países. Los sistemas educativos deberían modificar las estrategias y estructuras, esto se debe de hacer para que el sistema esté adecuado para la totalidad de los alumnos, atendiendo las necesidades específicas de cada uno de ellos en sus instalaciones para que estén integrados en las clases con los resto del alumnado y de esta manera, no se encuentren en un proceso de exclusión por sus características corporales.
Una de las propuestas que ofrecen algunos autores es que las instituciones educativas cuenten con un espacio integral para  todos los estudiantes, se les debe de entregar unas estrategias a los docentes para incluir a todos los alumnos a las clases, estas estrategias deben ser diferentes dependiendo de la diversidad que tenga el alumno, el maestro tiene que tener diferentes estrategias. la importancia de tener un maestro preparado para recibir a todos los alumnos y que el alumno tenga no solo una integración a la educación, sino que pueda entender, comprender y aprender. Para la integración a una educación inclusiva se necesita que las personas no sean discriminadas, que nos los hagan sentir diferentes, que no los hagan sentir que no sirven para hacer ciertas cosas, es importante que desde temprana edad no se sientan menos que otras personas Un ejemplo de cómo actuar en una situación con un  alumnos  con cuerpos y funciones diversas, en este caso es importante saber que tan grave es para poder actuar, aquí actúa no solo los maestros o la escuela, también los padres de familia, deben de proporcionarle a los alumnos recursos que les ayuden en su educación, por ejemplo, experiencias táctiles como puede ser información escrita en braille, recursos auditivos, etc. Es importante que se estimule los sentidos auditivos y del tacto, esto influye en el éxito que pueda tener en una inclusión educativa.

## La perspectiva de la diversidad funcional en las políticas públicas
La perspectiva en el campo de la política debe ser enfocada a la búsqueda de la ejecución de su voz y derecho que permita la acción ciudadana para todos. Los mecanismos de representación ciudadana, el cumplimiento de los derechos sociales y la búsqueda de una participación equitativa para todos los sectores de la población deben tomar en cuenta la posibilidad de acción de las personas en relación con su fisiología y anatomía.
Este enfoque debe ir acompañado de acciones políticas que permitan la integración de todas las personas, para que así se les de fácil acceso a toda la población para poder utilizar su voz en la toma de decisiones.

## Las nuevas tecnologías y la diversidad funcional
Existen aplicaciones para estudiantes con funciones diversas, estas aplicaciones ayudan en el aprendizaje del alumno, ayudan a la estimulan y motivan para seguir aprendiendo, ayudan a que puedan expresarse de diferentes maneras, tener una comunicación constante con las demás personas. Hay aplicaciones que con su interactividad, ayudan a mejorar la autonomía de los alumnos:
- Día a día: Esta aplicación va dirigida a personas con autismo, funciona como un diario para poder tener un control de sus tareas de la escuela o de la vida diaria, se puede revisar las actividades que ya haya realizado o actividades que tenga en eventos futuros.
- ¡Dentifi: Esta aplicación va dirigida a personas con diverso grado de visión, ayuda en actividades diarias, el desplazarse por la ciudad, con la aplicación, ocupa hacer una foto para que la inteligencia artificial le da un mensaje de voz al usuario describiendo lo que le tomó foto.
- SVisual:  Esta aplicación  se puede instalar en teléfono móvil y en Tableta,  es de comunicación, se hace una llamada desde la aplicación, en la cual una persona puede hablar con lenguaje de señas y la otra persona escucha lo que está interpretando.
- Jocomunico: Esta aplicación se puede usar en teléfono móvil, computadoras y Tabletas,  está dirigida principalmente para personas con poca comunicación oral, ayuda a poderse expresar con pictogramas que hay en la aplicación y que estos se traducen a frases.
- Headmouse: Esta aplicación que tiene un programa que sustituye el mouse para usar la cabeza, para usar el programa se debe de tener una cámara web, la cámara debe de detectar la cabeza y los gestos que se usan para mover la flecha del mouse.
- Proyecto Azahar: Proyecto en donde están varias aplicaciones, estas aplicaciones ayudan a planificar, las tareas, para que las personas con autismo tengan autonomía. Estas aplicaciones tienen imágenes y sonidos ayudan a las necesidades del alumno.
- Palabras especiales: Aplicación que ayuda a personas con dificultad de aprendizaje, con esta podrá tener un vocabulario más amplio, entrenará el habla, usando imágenes y sonidos que se pueden reproducir en varios idiomas.
- Picaa:  Aplicación que tiene varios ejercicios los cuales son: exploración, asociación, puzle, ordenación/selección, y memoria.
- My First ACC: Aplicación que ayuda a los niños y niñas con problemas del habla se puedan comunicar con las demás personas con mayor facilidad, esta comunicación se puede dar gracias a que la aplicación tiene más de 250 palabras.
- Lengua de signos ¡Phone: esta aplicación se puede usar como una guía o manual para aprender y entrenar el lenguaje de señas, contiene signos y videos.